# 卡爾塞勒峰
卡爾塞勒峰（英語：Carcelles Peak），是南極洲的山峰，位於南喬治亞群島，處於莫雷納灣以南，海拔高度超過1,065米，由英國南極名稱諮詢委員會命名，由英國海外領土管轄。